# Vittorio Mathieu
Vittorio Mathieu (Varazze, 12 dicembre 1923 – Chivasso, 30 settembre 2020) è stato un filosofo e politico italiano.

## Biografia
Dopo il liceo, si iscrisse alla facoltà di giurisprudenza ma si laureò poi in filosofia teoretica nel 1946 all'Università di Torino con Augusto Guzzo, filosofo rappresentante dello spiritualismo cristiano ed autore di importanti studi su Immanuel Kant (un pensatore che in seguito sarebbe stato centrale nella vita intellettuale di Mathieu). Libero docente nella stessa materia nel 1956, dal 1958 ne fu professore incaricato, e dal 1961 professore ordinario di filosofia teoretica all'Università di Trieste. Primo vincitore del concorso di Storia della filosofia del 1960, dal 1967 fu ordinario di filosofia morale, nell'Università di Torino.
Dal 1972 al 1980 fu membro del Comitato 08 del CNR. Dal 1976 al 1980 fu membro e poi vicepresidente del Consiglio esecutivo dell'UNESCO (Parigi). Fece parte del Comitato Nazionale di Bioetica. Fu socio dell'Accademia dei Lincei e membro del Comitato Premi della Fondazione Balzan. Già collaboratore, da anni, de Il Giornale, nel 1994 fondò con Silvio Berlusconi, Lucio Colletti ed altri il movimento politico Forza Italia. Sempre nel 1994, con Domenico Mennitti diede vita alla rivista di cultura politica "Ideazione", organo della fondazione omonima, per il cui quotidiano online curò una rubrica fino alla chiusura della testata. Nel 1996 si candidò al Senato della Repubblica nel collegio di Settimo Torinese: sostenuto dal centrodestra (ma non dalla Lega Nord, che nel corso elettorale di quella legislatura, correva, dopo la rottura tra Bossi e Berlusconi nel 1994, da sola), Mathieu ottenne solo il 33,2%, sconfitto dal rappresentante dell'Ulivo Giancarlo Tapparo.
Nel luglio 2010 (in connessione con la sua carica di presidente del collegio dei probiviri del PdL  chiamato a giudicare l'operato degli esponenti di Generazione Italia) diversi organi di stampa ripresero la voce, già circolante da tempo, di una sua adesione all'Opus Dei. A tale proposito giunsero alla redazione del Corriere della Sera, che aveva pubblicato la notizia, le smentite sia dell'Opus Dei che dell'interessato.
Mathieu è morto all'Ospedale di Chivasso nel 2020, pochi mesi prima di compiere 97 anni.

## Pensiero filosofico
Mathieu ha offerto contributi significativi in almeno quattro ambiti della ricerca filosofica:
- la filosofia della scienza;
- la storia della filosofia;
- l'estetica;
- la filosofia civile.

### Filosofia della scienza
Ha indagato i limiti interni e i limiti esterni della scienza. Tale indagine ha avuto due filosofi del passato come suoi principali punti di riferimento: Immanuel Kant e Henri Bergson. Mathieu ha infatti ripreso e sviluppato le classiche ricerche di Kant sui limiti interni della scienza e sulla sua fondazione. A tale riguardo, non ancora ventiseienne, nel 1949, pubblicò il saggio "Limitazione qualitativa della conoscenza umana" a cui fece seguito, nel 1960, "L'oggettività nella scienza e nella filosofia moderna e contemporanea".
Seguendo Henri Bergson, ha valorizzato anche altre forme della conoscenza e della espressività umane non riducibili alle scienze naturali, ma non per questo ad esse opposte. Mathieu ha infatti sempre ritenuto che la realtà, e segnatamente la realtà umana, non possa essere esaurita dalla scienza, e richieda invece una costante attività interpretativa. L'uomo, dunque, è chiamato ad essere scienziato della natura ed ermeneuta della cultura.
Sarebbe però riduttivo non ricordare che i contributi di Mathieu alla filosofia della scienza riguardano una pluralità estremamente diversificata di temi. Ad esempio, sono del 1970 due studi pionieristici sull'applicabilità del teorema di Gödel al diritto. Kurt Gödel aveva scoperto nel 1931 che non si può dimostrare la coerenza di un sistema logico all'interno del sistema stesso; Mathieu ritiene che, almeno analogicamente, la scoperta di Gödel possa applicarsi al problema della fondazione di un sistema giuridico. Per Mathieu, un'autorità non può legittimarsi da sola in modo formale e, dunque, anche il diritto richiede fondamenti esterni: l'efficacia e la giustizia.

### Storia della filosofia
Ha realizzato alcune traduzioni fondamentali. Forse il contributo maggiore di Mathieu alla storia della filosofia è consistito proprio in un'opera che combina traduzione e ricostruzione critica, ovvero l'Opus Postumum di Kant, pubblicato nel 1963. Tale opera affronta questioni teoriche tutt'oggi aperte (soprattutto nella fisica e nella biologia teoriche), come il problema della forma degli oggetti solidi o il problema del vivente, cioè il problema della vita in quanto tale e non ridotta a semplice.
Mathieu ha curato poi le edizioni italiane di molte opere di Leibniz: si è trattato di un ampio lavoro che si è raccolto in quattro principali volumi: "Scritti politici e di diritto naturale" (1951), "Leibniz e des Bosses" (1960), "Saggi filosofici e lettere" (1963), "Saggi di teodicea: sulla bontà di Dio, sulla libertà dell'uomo, sull'origine del male" (1991).

### Estetica
L'estetica di Mathieu, pur nella varietà dei temi trattati, rimanda ad una problematica essenzialmente ontologica: lo svelarsi dell'ente. Cioè, l'opera d'arte è heideggerianamente concepita come il modo attraverso cui gli uomini possono cogliere il passaggio dal nulla all'essere.
Di estetica è anche l'ultimo libro di Mathieu: "Goethe e il suo diavolo custode", edito nel 2002 per i tipi di Adelphi. Al centro di questa ricerca vi è la figura di Mefistofele, analizzata in tutta la sua profondità e capacità genealogica.
Nei suoi volumi sull'estetica della musica sviluppa la tesi affascinante che ascoltare la musica è un ascoltare il silenzio:

### Filosofia civile
Entro i molteplici contributi di Mathieu alla filosofia civile, si staglia netta, per importanza e originalità, una triade di libri dedicati a quello che potremmo chiamare "stato spirituale dell'Occidente". Si tratta di tre opere scritte dal 1972 al 1980, in un periodo dunque estremamente critico per l'Italia, ma che mantengono ancora una grande attualità. Mathieu fa percepire al lettore il pericolo valoriale in cui è venuto a trovarsi l'Occidente e pone in essere una critica serrata alle ideologie totalitarie o nichiliste. In questo senso, vi è un'aria di famiglia con i lavori di quei filosofi – come ad esempio José Ortega y Gasset e Max Horkheimer – che hanno prospettato i rischi di un'eclisse dell'individuo nella società tecnologica di massa.

## Opere
- Bergson, Torino, 1954;
- La filosofia trascendentale e l'Opus postumum di Kant, Torino, 1958;
- Leibniz e Des Bosses, Torino, 1960;
- L'oggettività nella scienza e nella filosofia contemporanea, Torino, 1960;
- Il problema dell'esperienza, Trieste, 1963;
- Dio nel "Libro d'ore" di R. M. Rilke, Olschki, 1968;
- Dialettica della libertà, Napoli, 1970;
- La speranza nella rivoluzione, Milano, 1972;
- Vincenzo Filippone-Thaulero, Salerno 1973;
- Temi e problemi della filosofia contemporanea, Roma, 1977 (opera frutto di una serie di lezioni alla Radio Svizzera Italiana);
- Perché punire, Milano, 1980;
- Cancro in Occidente, Milano, 1983;
- La voce, la musica, il demoniaco. Con un saggio sull'interpretazione musicale, Spirali, 1983;
- Filosofia del denaro, Roma, 1985;
- Elzeviri swiftiani, Spirali, 1986;
- La mia prospettiva filosofica, Barone Francesco; Mathieu Vittorio; Melchiorre Virgilio, Gregoriana Libreria Editrice, 1988;
- Gioco e lavoro, Spirali, 1989;
- La speranza nella rivoluzione, Spirali, 1992;
- Il problema del nazionalismo, Mathieu Vittorio; Cotta Sergio, Japadre, 1992;
- Perché leggere Plotino, Rusconi Libri, 1992;
- L'opus postumum di Kant, Bibliopolis, 1992;
- Tipologia dei sistemi e origine della loro unità, Accademia dei Lincei, 1994;
- Orfeo e il suo canto. Scritti (1952-1993), Zamorani, 1996;
- Il nulla, la musica, la luce, Spirali, 1996;
- Il problema della fedeltà ermeneutica, Mathieu Vittorio; Paoletti Laura, Armando Editore, 1998;
- Per una cultura dell'essere, Armando Editore, 1998;
- L'uomo animale ermeneutico, Giappichelli, 2001;
- Le radici classiche dell'Europa, Spirali, 2002;
- Goethe e il suo diavolo custode, Adelphi, 2002;
- Privacy e dignità dell'uomo. Una teoria della persona, Giappichelli, 2004;
- Come leggere Plotino, Bompiani, 2004;
- Perché punire. Il collasso della giustizia penale, Liberilibri, 2008;
- Introduzione a Leibniz, Laterza, 2008;
- In tre giorni, Mursia, 2010;
- La filosofia, Marcovalerio, 2014;
- Una frode inaudita ai danni di Goethe. La missione teatrale di Wilhelm Meister, Marcovalerio, 2015.